# Sebgag
Sebgag là một đô thị thuộc tỉnh Laghouat, Algérie. Dân số thời điểm năm 2002 là 6.107 người.